# Stagecoach (Nevada)
Stagecoach – jednostka osadnicza w Stanach Zjednoczonych, w stanie Nevada, w hrabstwie Lyon.